# きかんしゃトーマス とびだせ!友情の大冒険
『きかんしゃトーマス とびだせ!友情の大冒険』（きかんしゃトーマス とびだせ!ゆうじょうのだいぼうけん）は、テレビシリーズ『きかんしゃトーマス』の長編シリーズ13作目の作品である。

## 概要
「きかんしゃトーマス」のフル3DCG製作による長編としては10作目にあたる。メインランドの製鉄所に捕らわれたトーマスと彼を救出しようと奔走する仲間たちを描く。新キャラクター、マーリンの声優には俳優ヒュー・ボネヴィルが起用された。
ストーリーがメインランド（イギリス本土）で展開されるため、イースト・ライディング・オブ・ヨークシャーのブリドリントンなど実在の地名が登場する。なお バローインファーネス駅は登場しない。また、シリーズ初の試みとして自閉症を表現した機関車「セオ」のほか、「レキシー」や前述の「マーリン」が新キャラクターとして登場している。その他、映像表現上の試みとして機関車達が車体を揺らして感情を表現する演技（アニメーション）を採り入れた。
本作では1939年に米国で公開された映画『オズの魔法使』のオマージュが散見され、 同作の台詞「I've got a feeling we're not in Kansas anymore.」を改変した「I have a feeling we're not on Sodor anymore.」という貨車の台詞が使用される他、「I'm melting! I'm melting!」という新キャラクター、ハリケーンの台詞も「オズの魔法使」にて水をかけられた魔女の台詞を引用したものである。
長編第8作『きかんしゃトーマス キング・オブ・ザ・レイルウェイ トーマスと失われた王冠』以降アニメーション制作を担当したアーク・プロダクションが経営破綻によりジャム・フィルド・エンターテインメント社に買収されたため、本作からジャム・フィルド・トロント社名義で映像が製作される。

## 日本での公開
日本では2018年4月7日より劇場公開。ゲスト声優にお笑いトリオの森三中が起用された。
前売り特典としてタカラトミー社製の玩具「テコロ プラレールトーマス」が配布された。また、幼児鑑賞者を対象とした劇場鑑賞特典として同じくタカラトミー社製の玩具「トミカ カラフル貨車」（全6種）が配布された。
なお配信・CS放送版にてセオを吹き替えた竹内恵美子は、のちにフルリニューアル版にて同じく自閉症を表現したキャラクターであるブルーノを演じることとなる。

## あらすじ
ソドー島のノース・ウェスタン鉄道で働くトーマスは、自分がお気に入りの機関車だと自惚れるジェームスに腹を立て、彼の仕事である貨物列車を奪いメインランドの町ブリドリントンへ大冒険に出かける。
トーマスは広大なメインランドに興奮していたものの道に迷い、燃料の石炭を使い果たしてしまう。そこにレキシーとセオという実験用機関車が現れ、トーマスは2台の暮らす操車場で石炭と水を補給してもらう。再出発したトーマスは、夕暮れの中キラキラと光り輝く建物に目を奪われる。そこは製鉄所で、ハリケーンとフランキーという2台の機関車にトーマスは歓迎されそこで一夜を明かすこととなったが、翌朝2台の態度が一変しトーマスは貨物列車を代わりに届けたハリケーンへの恩返しとして製鉄所に監禁されながら働くことになってしまう。
トーマスは一日中働いた後、もう1台の実験用機関車マーリンの協力により製鉄所から逃れることに成功し、レキシーたちのいる場所へ戻る。一方ジェームスはソドー島へ戻らないトーマスを探しにブリドリントンへ赴くが、そこで偶然出会ったハリケーン達に製鉄所へ連れて行かれる。それをまた偶然目撃したトーマスはジェームスも製鉄所に監禁させられると思い、友達として実験用機関車達と力を合わせてジェームスを救出に向かう。

## メインランドのなかまたち

### 製鉄所
ハリケーン
製鉄所で働く茶色いタンク式蒸気機関車。動輪が10枚もある。
本作の悪役だが、仲間思いではある。
フランキー
ハリケーンと共に製鉄所で働く青緑のディーゼル機関車。トーマスとジェームスを働かせようとしていた。

### 実験用の機関車たち
レキシー
ボディの向きが反転しており、逆の方に顔がついているキャブ・フォワード型蒸気機関車。
性格は陽気だが、どこか自信を無くしている。
作中では標準軌の機関車だが、モデル機は狭軌である。
セオ
歯車を持つ珍しい形の蒸気機関車。牽引力は極めて低く、小型タンク機関車のトーマス一台を引っ張るのが限界。恥ずかしがり屋で人見知り。
マーリン
銀色のテンダー式蒸気機関車。前向きな性格。
3本の煙突がある「ステルス機関車」として、自身の姿を見えなくすることができると信じている。

### 運河
ベレスフォード
青いボディのガントリークレーン。
少し拍子抜けており、クレーンを振り回しては鼻をぶつけている。

## キャスト
| 役名                 | 英国版声優               | 米国版声優                 | 日本語吹き替え  | 日本語吹き替え |
| 役名                 | 英国版声優               | 米国版声優                 | 劇場上映・DVD版 | 配信・CS放送版 |
| -------------------- | ------------------------ | -------------------------- | --------------- | -------------- |
| ナレーター           | マーク・モラハン         | マーク・モラハン           | ジョン・カビラ  | ジョン・カビラ |
| トーマス             | ジョン・ハスラー         | ジョセフ・メイ             | 比嘉久美子      | 比嘉久美子     |
| ジェームス           | ロブ・ラックストロー     | ロブ・ラックストロー       | 江原正士        | 江原正士       |
| トビー               | ロブ・ラックストロー     | ウィリアム・ホープ         | 坪井智浩        | 坪井智浩       |
| エドワード           | キース・ウィッカム       | ウィリアム・ホープ         | 佐々木望        | 佐々木望       |
| トップハム・ハット卿 | キース・ウィッカム       | キース・ウィッカム         | 田中完          | 田中完         |
| ヘンリー             | キース・ウィッカム       | ケリー・シェイル           | 金丸淳一        | 金丸淳一       |
| ゴードン             | キース・ウィッカム       | ケリー・シェイル           | 三宅健太        | 三宅健太       |
| ケビン               | ケリー・シェイル         | ケリー・シェイル           | 河杉貴志        | 河杉貴志       |
| パーシー             | ナイジェル・ピルキントン | クリストファー・ラグランド | 神代知衣        | 神代知衣       |
| エミリー             | テレサ・ギャラガー       | ジョール・デ・ヨング       | 山崎依里奈      | 山崎依里奈     |
| アニーとクララベル   | テレサ・ギャラガー       | テレサ・ギャラガー         | 吉岡さくら      | 吉岡さくら     |
| ハリケーン           | ジム・ハウィック         | ジム・ハウィック           | 祐仙勇          | 祐仙勇         |
| フランキー           | ソフィー・コフーン       | ソフィー・コフーン         | 大島美幸        | 森千晃         |
| レキシー             | ルーシー・モンゴメリー   | ルーシー・モンゴメリー     | 黒沢かずこ      | 大井麻利衣     |
| セオ                 | ダレン・ボイド           | ダレン・ボイド             | 村上知子        | 竹内恵美子     |
| マーリン             | ヒュー・ボネヴィル       | ヒュー・ボネヴィル         | 三宅健太        | 三宅健太       |
| フィリップ           | ラスムス・ハーディカー   | ラスムス・ハーディカー     | 小林大紀        | 小林大紀       |
| ロージー             | 二コラ・ステイプルトン   | 二コラ・ステイプルトン     | 望月久代        | 望月久代       |
| ディーゼル機関車     | ジョン・シュワブ         | ジョン・シュワブ           | 堂坂晃三        | 堂坂晃三       |
| 製鉄所の作業員       | スティーブ・キンマン     | スティーブ・キンマン       | 金丸淳一        | 金丸淳一       |
| ベレスフォード       | コリン・マクファーレン   | コリン・マクファーレン     | 坂口候一        | 坂口候一       |
| ビクター             |                          |                            | 坂口候一        | 坂口候一       |
| いたずら貨車         |                          |                            | 石井未紗        | 石井未紗       |
| いたずら貨車         |                          | 細谷カズヨシ               |                 |                |
| いたずら貨車         |                          | 小田柿悠太                 |                 |                |